# Luca Mack
Luca Maurice Mack (Bietigheim-Bissingen, 2000. május 25. –) német korosztályos válogatott labdarúgó. A VfB Stuttgart II játékosa.

## Pályafutása

### Klubcsapatokban
2003-ban kezdte az FV Löchgau edzéseit látogatni, majd 2012-ben a VfB Stuttgart akadémiájára került. A 2019–2020-as Bundesliga 2-es bajnoki szezon előtt írta alá első profi szerződését a klubbal, amely 2022 június végéig szólt. 2020. június 28-án mutatkozott be az első csapatban az SV Darmstadt 98 ellen a 82. percben Pascal Stenzel cseréjeként. 2021. május 7-én lépett második alkalommal pályára a felnőttek között az Augsburg elleni Bundesliga találkozón. 2024. október 2-án visszatért Stuttgartba.

#### Újpest
2021 augusztus elején szerződtette az Újpest csapata. Augusztus 15-én mutatkozott be a Budapest Honvéd elleni bajnoki mérkőzésen kezdőként. Első gólját 2023. július 29-én szerezte a Fehérvár FC ellen 2–1-re megnyert hazai mérkőzésen. A 2023/24-es szezon végén távozott a csapattól.

### A válogatottban
2019. szeptember 5-én mutatkozott be a német U20-as válogatottban Csehország elleni elitkörös találkozón.

## Statisztika
2021. augusztus 22-én frissítve.
| Klub             | Szezon           | Bajnokság                  | Bajnokság | Bajnokság | Kupa  | Kupa  | Nemzetközi | Nemzetközi | Egyéb | Egyéb | Összesen | Összesen |
| Klub             | Szezon           | Bajnokság                  | Mérk.     | Gólok     | Mérk. | Gólok | Mérk.      | Gólok      | Mérk. | Gólok | Mérk.    | Gólok    |
| ---------------- | ---------------- | -------------------------- | --------- | --------- | ----- | ----- | ---------- | ---------- | ----- | ----- | -------- | -------- |
| VfB Stuttgart II | 2018–19          | Regionalliga Südwest       | 2         | 0         | —     | —     | —          | —          | —     | —     | 2        | 0        |
| VfB Stuttgart II | 2019–20          | Oberliga Baden-Württemberg | 7         | 0         | —     | —     | —          | —          | —     | —     | 7        | 0        |
| VfB Stuttgart II | 2020–21          | Regionalliga Südwest       | 18        | 0         | —     | —     | —          | —          | —     | —     | 18       | 0        |
| VfB Stuttgart II | Összesen         | Összesen                   | 27        | 0         | 0     | 0     | 0          | 0          | 0     | 0     | 27       | 0        |
| VfB Stuttgart    | 2019–20          | Bundesliga 2               | 1         | 0         | 0     | 0     | —          | —          | —     | —     | 1        | 0        |
| VfB Stuttgart    | 2020–21          | Bundesliga                 | 1         | 0         | 0     | 0     | —          | —          | —     | —     | 1        | 0        |
| VfB Stuttgart    | Összesen         | Összesen                   | 2         | 0         | 0     | 0     | 0          | 0          | 0     | 0     | 2        | 0        |
| Újpest           | 2021–22          | NBI                        | 2         | 0         | 0     | 0     | 0          | 0          | —     | —     | 2        | 0        |
| Újpest           | Összesen         | Összesen                   | 2         | 0         | 0     | 0     | 0          | 0          | 0     | 0     | 2        | 0        |
| Karrier összesen | Karrier összesen | Karrier összesen           | 31        | 0         | 0     | 0     | 0          | 0          | 0     | 0     | 31       | 0        |

## Sikerei, díjai
- VfB Stuttgart II
  - Oberliga Baden-Württemberg: 2019–2020